# Ataque aéreo a Carquive de agosto de 2022
Entre a noite do dia 17 de agosto de 2022 e a madrugada do dia seguinte, uma série de mísseis disparados pelas Forças Armadas da Rússia atingiram áreas residenciais em Carquive, a segunda maior cidade da Ucrânia. Essa série de ataques aéreos provocou, ao todo, a morte de 25 pessoas, incluindo um garoto de 11 anos, com 44 outras ficando feridas.
No dia 19, foi declarado luto oficial em Carquive em memória dos vários civis mortos nos dias anteriores.

## Linha do tempo
Por volta das 21:30 da noite do dia 17 de agosto de 2023, um ataque com mísseis atingiu o distrito de Saltivskyi. Um projétil destruiu um albergue de três andares, em que moravam idosos, crianças e pessoas com surdez. Segundo autoridades locais, mais de 30 pessoas residiam no edifício.
Um segundo ataque foi perpetrado na madrugada do dia 18, por volta das 5:00. Vários mísseis atingiram o distrito de Slobidskyi, onde uma estação de bondes que funcionava como oficina de reparos foi danificada, bem como um dormitório adjacente. No distrito de Kholodnohirsky, por sua vez, um centro cultural foi incendiado graças a um projétil.
Além desses acontecimentos na capital do oblast, cabe notar que a cidade de Krasnohrad havia sido bombardeada pouco mais de uma hora antes, naquela mesma madrugada. Lá, um foguete atingiu uma residência e a destruiu, matando o casal que lá morava e sua filha de 12 anos.